# Olaus Skarsem
Olaus Skarsem, né le 2 juillet 1998 à Melhus en Norvège, est un footballeur norvégien qui joue au poste de milieu central au PFK CSKA Sofia.

## Biographie

### Débuts professionnels
Né à Melhus en Norvège Olaus Skarsem est formé par le Rosenborg BK. Il joue son premier match en professionnel le 13 avril 2016 face à l'Åfjord IL (en), lors d'une rencontre de coupe de Norvège. Il entre en jeu à la place d'Anders Konradsen et inscrit son premier but sept minutes plus tard, participant à la victoire des siens (0-3).
Le 9 août 2018 Skarsem participe à son premier match de coupe d'Europe, lors d'une rencontre de qualification pour la Ligue Europa face à Cork City. Il entre en jeu en fin de partie lors de ce match remporté par Rosenborg (0-2).
Le 8 janvier 2019 Olaus Skarsem est prêté par Rosenborg au Ranheim Fotball, club de l'Eliteserien.

### Kristiansund BK
Le 14 janvier 2020 Olaus Skarsem s'engage en faveur du Kristiansund BK. Il joue son premier match sous ses nouvelles couleurs le 16 juin 2020 lors de la première journée de la saison 2020 contre son ancien club, le Rosenborg BK. Les deux équipes se séparent sur un score nul (0-0). Le 29 juillet 2019 il inscrit son premier but pour le Kristiansund BK, lors de la victoire en championnat face à Sandefjord Fotball.

### Retour à Rosenborg
Le 27 juillet 2021, Olaus Skarsem fait son retour dans le club de ses débuts, le Rosenborg BK. Il signe un contrat courant jusqu'en décembre 2024,.
Le 1er août 2021, Skarsem se fait remarquer lors d'une rencontre de coupe de Norvège contre l'Orkla FK en marquant deux buts et en délivrant deux passes décisives, participant ainsi à la large victoire de son équipe par onze buts à un.
Le 4 juin 2023, Skarsem réalise un doublé contre le Hamarkameratene, en championnat, et permet à son équipe de s'imposer par quatre buts à zéro,.

### CSKA Sofia
Le 10 janvier 2024, Olaus Skarsem rejoint la Bulgarie afin de s'engager en faveur du PFK CSKA Sofia.
Skarsem marque son premier but pour le club le 9 mars 2024, lors d'une rencontre de championnat face au FK CSKA 1948 Sofia. Entré en jeu, il donne la victoire à son équipe en marquant dans le temps additionnel (1-2 score final)

### En sélection
Olaus Skarsem joue son premier match avec l'équipe de Norvège espoirs le 10 juin 2019 face au Danemark. Il est titulaire ce jour-là et se distingue en inscrivant également son premier but, participant à la victoire de son équipe par trois buts à deux.